# تلفه
تلفه (اسپانیایی: Telefe‎) یک ایستگاه تلویزیونی آرژانتینی است که متعلق به پارامونت گلوبال است. تلفه همچنین یکی از شش شبکه تلویزیونی ملی آرژانتین است. این ایستگاه در ۲۱ ژوئیه ۱۹۶۱ تأسیس شده است.

## نگارخانه

۱۹۹۰–۲۰۰۰
۲۰۰۰–۲۰۰۱
۲۰۰۲–۲۰۱۱
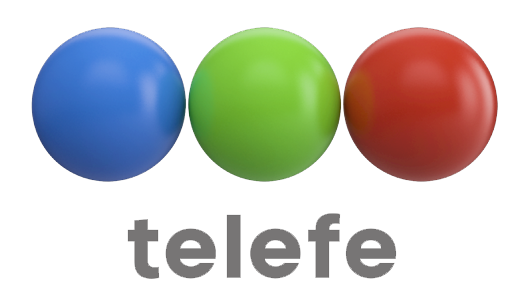
۲۰۱۶–۲۰۱۸
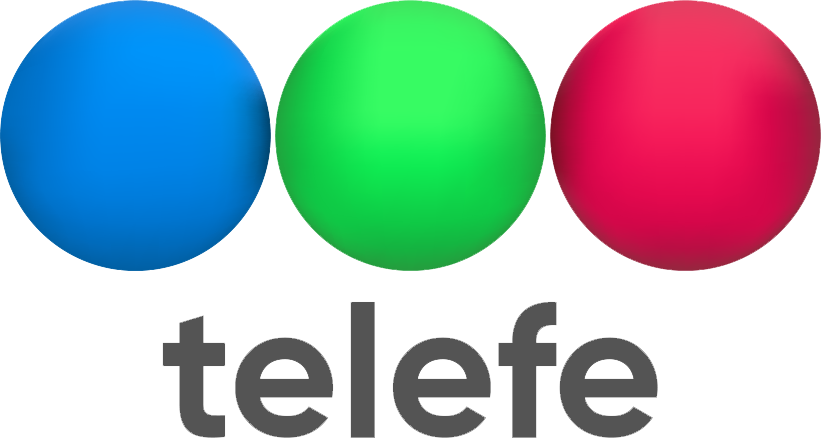
۲۰۱۸–اکنون